# Spondylus gaederopus
Spondylus gaederopus là một loài động vật thân mềm hai mảnh vỏ sống ở biển, có thể ăn được. Chúng sống ở biển Đen, Địa Trung Hải và Đại Tây Dương kế cận.
Hóa thạch của chi Spondylus có niên đại từ kỷ Jura đến gần đây, trong khi hóa thạch của loài Spondylus gaederopus có niên đại từ Miocen (khoảng 23 đến 5,3 mya) đến gần đây.

## Miêu tả
Spondylus gaederopus có vỏ có thể dài 60–125 milimét (2,4–4,9 in), phủ trên vỏ là lớp gai dài, phẳng và phân phố không đều. Mảnh vỏ trên thường có màu tím. Mảnh dưới có màu trắng.
Chúng sống ở chỗ nước nông và trên các đáy biển đầy sỏi đá ở độ sâu khoảng 50 m. Từ đầu thập kỷ 1970 các tập đoàn Spondylus gaederopus bỗng suy giảm số lượng không rõ là vì đâu.

## Hình ảnh

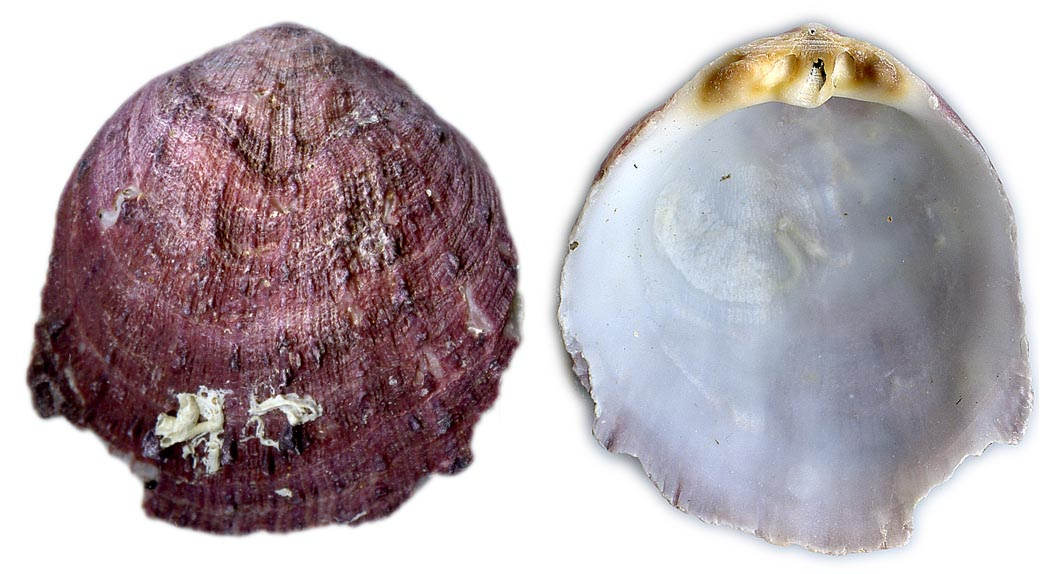
Spondylus gaederopus lấy từ Địa Trung Hải
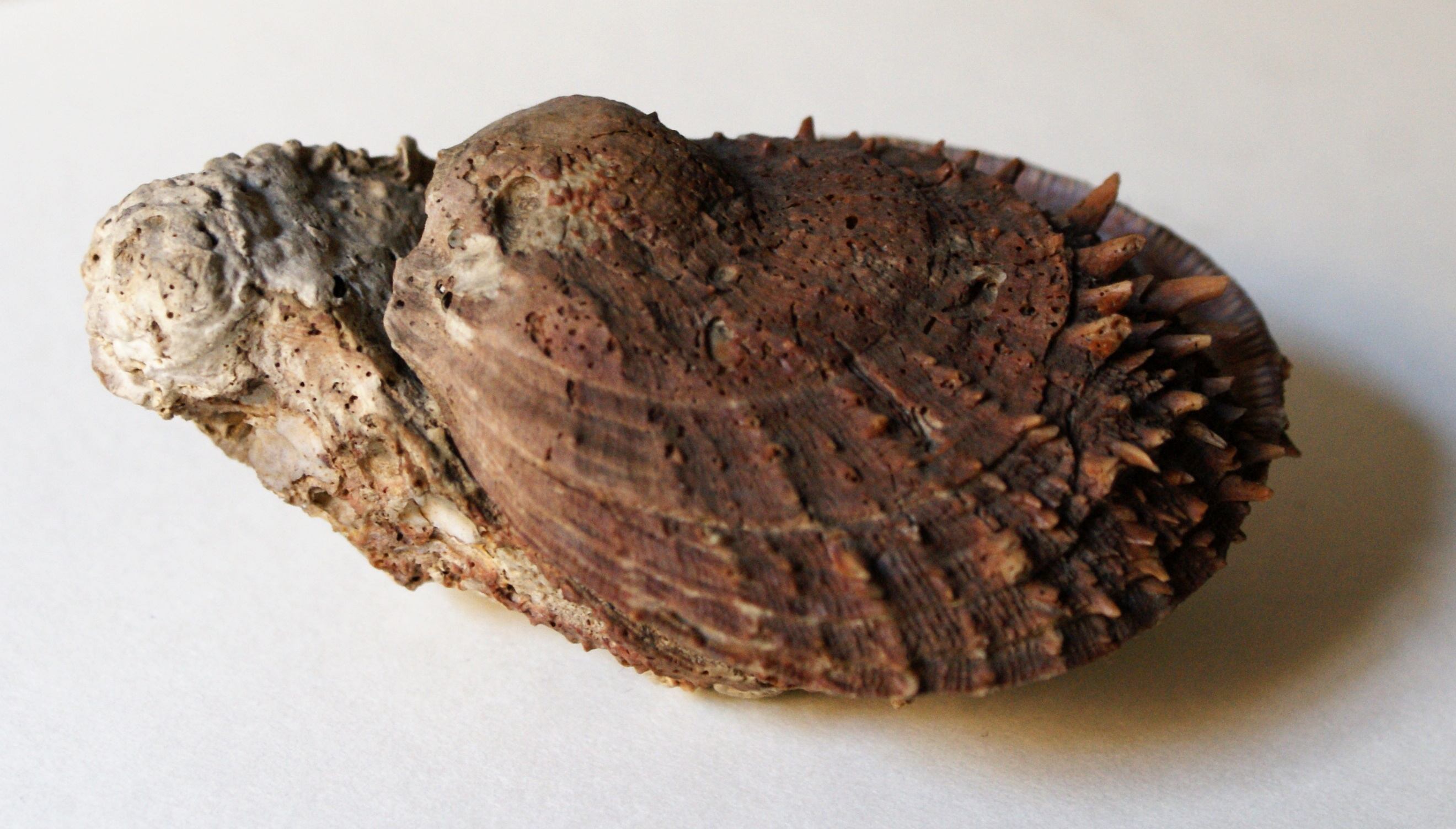
Spondylus gaederopus ở Bảo tàng Hallwyl
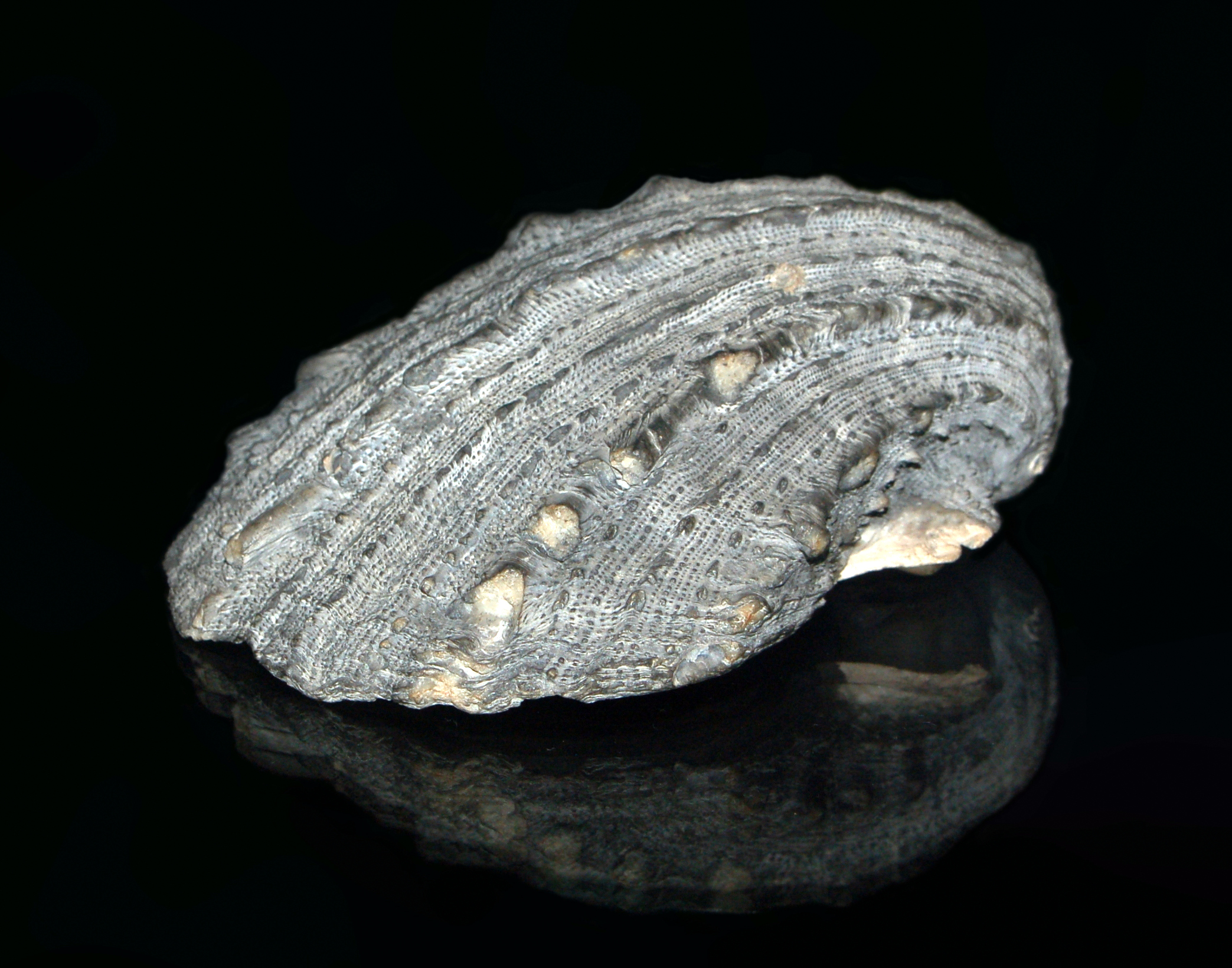
Vỏ hóa thạch của Spondylus gaederopus (Genova, Ý) niên đại từ Pliocen.